# موگودیتشان، بوتسوانا
موگودیتشان (به انگلیسی: Mogoditshane) شهری در ناحیهٔ کوننگ کشور بوتسوانا است که در سال ۲۰۰۰ میلادی ۴۰٬۷۵۳ نفر جمعیت داشته که از این تعداد، ۲۰٬۹۷۲ نفر مرد و ۱۹٬۷۸۱ نفر زن بوده‌اند.